# 지하철 치한에 관한 보고서
《지하철 치한에 관한 보고서》는 MBC에서 1998년 2월 20일에 방영된 베스트극장이다. 엿보기 심리를 통해 지하철 성추행 모습들을 담았다.

## 줄거리
정수는 대학원 석사 논문으로 지하철 치한을 소재로 정하고 지하철 치한의 모습을 객관적으로 관찰하기 위해 현장 취재하려는 중 우연히 가까이서 여자가 치한에 의해 성폭행을 당하는 현장을 목격하고 공포에 휩싸인다. 어두운 거리조차 혼자 걷지 못할 정도로 공포가 생겨 논문을 도중에 관두려고 하던 중 논문의 자료에 대해 형사의 도움을 받게 된다. 그리고 치하철 치한이 자신의 대학교 도서관에서 멀쩡한 모습으로 일을 하는 것을 보게 된다.

## 등장 인물
- 김혜수 : 정수 역
- 전광렬 : 정수의 선배 역
- 정성모
- 이희도
- 최용민